# Parc de Calella
Parc de Calella – miejscowość w Hiszpanii, w Katalonii, w prowincji Barcelona, w comarce Maresme, w gminie Calella.
Według danych INE z 2005 roku miejscowość zamieszkiwało 446 osób.